# سليلة عنق الرحم
سليلة عنق الرحم (بالإنجليزية: cervical polyp)‏ هي سليلة حميدة شائعه، أو ورم حميد علي سطح قناة عنق الرحم.يمكن أن تسبب عدم انتظام الحيض ، ولكن في كثير من الأحيان لا تظهر أي أعراض.
يتكون العلاج من مجرد ازالة السليله، والإنذار يكون جيدا عموما .حوالي 1%من سليلة العنق سوف تظهر تغير الأورام ،مما قد يؤدي الي الاصابه بالسرطان.فهي الأكثر شيوعا في مرحلة مابعد البلوغ ، والنساء الحوامل اللاتي في سن ماقبل اليأس.

## السبب
السبب ل سليلة عنق الرحم غير مؤكد، لكنه غالبا ما ترتبط بالتهاب في عنق الرحم .ويمكن أن يحدث أيضا نتيجة ل ارتفاع مستويات هرمون الاستروجين أو انسداد الأوعية الدموية العنقية .

## الأعراض
سليلة عنق الرحم في كثير من الأحيان لا تظهر أي أعراض .ولكن هناك أعراض، تشمل النزيف بين دورات الحيض، نزيف الحيض الثقيل بصورة غير طبيعية ( غزارة الطمث ) ، والنزيف المهبلي عند النساء بعد انقطاع الطمث، نزيف بعد ممارسة الجنس وإفرازات مهبلية بيضاء أو صفراء سميكه ( leukorrhoea ).

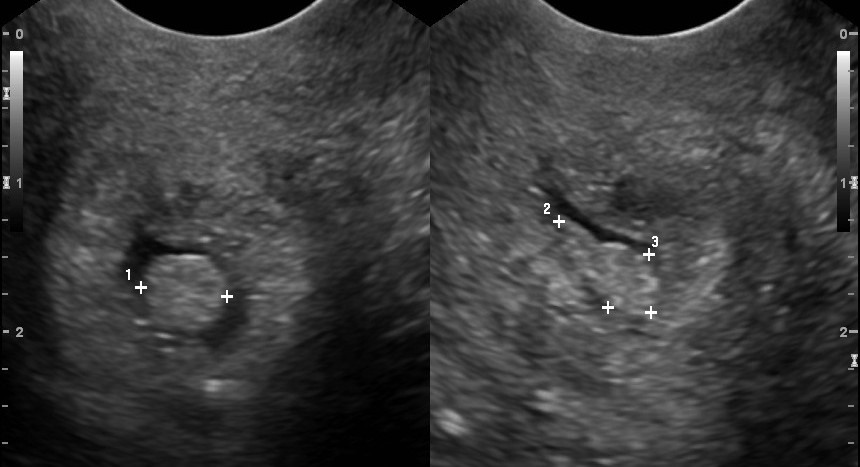
Cervical polyp

## التشخيص
سليلة عنق الرحم يمكن رؤيتها أثناء فحص الحوض كإسقاطات لونها أحمر أو أرجواني من قناة عنق الرحم .يمكن التأكد للتشخيص عن طريق خزعة عنق الرحم، سوف تكشف عن طبيعة الخلايا الحالية .

## العلاج
من الممكن إزالة سليلة عنق الرحم باستخدام ملقط حلقي. يمكن إزالتهم أيضا عن طريق الربط بوتر جراحي حول السليله ثم قطعها.القاعده المتبقيه من السليله يمكن أزالتها باستخدام الليزر أو الكي .وفي حالة إصابة السليله، من الممكن وصف مضاد حيوي.

## الإنذار
99 ٪ من سليلة عنق الرحم ستبقى حميدة و 1 % في بعض النقاط يظهر عليها بعض التغيير الورم . سلائل عنق الرحم من غير المؤكد أن تنمو من جديد.

## عوامل الخطر والوبائيات
سلائل عنق الرحم شائعة في معظم النساء ممن لديهن أطفال ونساء حول سن اليأس. وهي نادرة في الفتيات ما قبل الطمث وغير شائع في النساء بعد انقطاع الطمث .

## التركيب
سلائل عنق الرحم تشبه في نموها الاصبع في، أقل من 1 سم في القطر .وبصفة عامة فهي حمراء زاهية اللون، مع نسيج إسفنجي.
من الممكن أن تتعلق علي عنق الرحم بواسطة ساق ( مسوقة ) وأحيانا تهبط في المهبل ،حيث يؤدي الي التشخيص الخاطئ بأنها سليلة بطانة الرحم أو السليلة تحت المخاطية .